# Malchin
För andra betydelser, se Malchin (olika betydelser).
Malchin är en stad i Mecklenburg-Vorpommern i norra Tyskland. Den är belägen på den Mecklenburgska sjöplatån nära det skogrika området Mecklenburgska Schweiz och har cirka 7 000  invånare.
Staden ingår i kommunalförbundet Amt Malchin am Kummerower See tillsammans med kommunerna Basedow, Faulenrost, Gielow, Kummerow och Neukalen.

## Geografi
Malchin är beläget mellan sjöarna Malchiner See och Kummerower See i distriktet Mecklenburgische Seenplatte.

## Historia

### Befolkningsutveckling
Befolkningsutveckling  i Malchin
Källa:,,,